# White Pony
White Pony è il terzo album in studio del gruppo musicale statunitense Deftones, pubblicato il 20 giugno 2000 dalla Maverick Records.
Si tratta dell'album più venduto del gruppo, nonché il primo in cui il DJ e tastierista Frank Delgado suona come membro stabile, dopo aver collaborato in precedenza ai primi due album del gruppo.

## Descrizione
White Pony rappresenta un punto di svolta nella crescita del sound del gruppo, il quale incorpora elementi di new wave, rock psichedelico e post-punk, oltre ad un esperimento di trip hop in Teenager e alcune influenze tratte dalla musica d'ambiente. Alla realizzazione dell'album hanno inoltre partecipato vari musicisti d'eccezione: la cantante Rodleen Getsic in Knife Prty, il cantautore Maynard James Keenan in Passenger e DJ Crook alla programmazione. Inoltre, in RX Queen ha partecipato come seconda voce l'allora cantante degli Stone Temple Pilots Scott Weiland; tuttavia il suo nome non appare tra i crediti dell'album.
Insieme all'album precedente, White Pony viene generalmente ritenuto dal pubblico e dai critici il miglior album del gruppo. La rivista statunitense Kerrang! l'ha inserito al terzo posto nella sua classifica dei migliori album del 2000, mentre secondo Alternative Press esso è uno dei dieci album più influenti del 2000 e il secondo migliore album del 2000. Per il brano Elite, nel 2001 il gruppo vinse un Grammy Award alla miglior interpretazione metal.

## Titolo
Il titolo scelto per il disco è un termine slang per indicare la cocaina. Nonostante ciò, il frontman Chino Moreno spiegò come White Pony potesse rappresentare svariati significati:

## Promozione
White Pony è stato pubblicato in tutto il mondo il 20 giugno 2000 dalla Maverick Records nei formati CD, MC e doppio LP. Contemporaneamente all'uscita della versione standard dell'album, furono pubblicate due edizioni limitate differenti per la copertina: la prima rossa e l'altra nera. Entrambe le versioni contengono una bonus track intitolata The Boy's Republic e presentano un booklet differente rispetto alla versione standard. Sette giorni dopo l'uscita dell'album, i Deftones hanno pubblicato come primo singolo Change (In the House of Flies). Il 3 ottobre dello stesso anno fu pubblicata una riedizione che presenta una copertina bianca (anziché grigia come nella versione standard) e una traccia aggiuntiva intitolata Back to School (Mini Maggit), rivisitazione in chiave rap metal di Pink Maggit; tale versione è stata successivamente estratta come singolo nel 2001.
Il 20 giugno 2020 i Deftones hanno annunciato una nuova edizione dell'album al fine di celebrarne il suo ventennale. Pubblicata l'11 dicembre dello stesso anno, la riedizione presenta un disco aggiuntivo intitolato Black Stallion e contenente le versioni remix degli undici brani curate da vari artisti, tra cui DJ Shadow, Mike Shinoda, Purity Ring e Robert Smith. Il remix di Passenger prodotto da Shinoda ha in seguito trionfato ai Grammy Awards 2022 nella categoria Best Remixed Recording.

## Tracce
Testi e musiche dei Deftones, eccetto dove indicato.

### Edizione standard
1. Feiticeira – 3:09
2. Digital Bath – 4:15
3. Elite – 4:01
4. RX Queen – 4:27
5. Street Carp – 2:41
6. Teenager – 3:20
7. Knife Prty – 4:49
8. Korea – 3:23
9. Passenger – 6:07 (Deftones, Maynard James Keenan)
10. Change (In the House of Flies) – 4:59
11. Pink Maggit – 7:32

Traccia bonus presente nelle edizioni limitate
1. The Boy's Republic – 4:35

Black Stallion – CD bonus nella 20th Anniversary Deluxe Edition
1. Feiticeira (Clams Casino Remix) – 2:02
2. Digital Bath (DJ Shadow Remix) – 3:24
3. Elite (Blanck Mass Remix) – 5:20
4. RX Queen (Salva Remix) – 4:14
5. Street Carp (Phantogram Remix) – 3:31
6. Teenager (Robert Smith Remix) – 3:07
7. Knife Prty (Purity Ring Remix) – 4:28
8. Korea (Trevor Jackson Remix) – 4:31
9. Passenger (Mike Shinoda Remix) – 4:46 (Deftones, Maynard James Keenan)
10. Change (In the House of Flies) (Tourist Remix) – 5:02
11. Pink Maggit (Squarepusher Remix) – 10:12

### Riedizione
1. Back to School (Mini Maggit) – 3:57
2. Feiticeira – 3:09
3. Digital Bath – 4:15
4. Elite – 4:01
5. RX Queen – 4:27
6. Street Carp – 2:41
7. Teenager – 3:20
8. Knife Prty – 4:49
9. Korea – 3:23
10. Passenger – 6:07 (Deftones, Maynard James Keenan)
11. Change (In the House of Flies) – 4:59
12. Pink Maggit – 7:32

## Formazione
Gruppo
- Chino Moreno – voce, chitarra
- Abe Cunningham – batteria
- Chi Cheng – basso
- Frank Delgado – giradischi
- Stephen Carpenter – chitarra

Altri musicisti
- DJ Crook – programmazione
- Scott Weiland – voce aggiuntiva (traccia 4)[11]
- Rodleen Getsic – voce aggiuntiva (traccia 7)
- Maynard James Keenan – voce aggiuntiva (traccia 9)

Produzione
- Terry Date – produzione, missaggio
- Deftones – produzione
- Scott Olson – ingegneria Pro Tools, ingegneria del suono aggiuntiva
- Robert Daniels – assistenza alla registrazione
- Ted Regier – assistenza alla registrazione aggiuntiva e al missaggio
- Jason Schweitzer – assistenza alla registrazione aggiuntiva
- Howie Weinberg – mastering
- Ulrich Wild – ingegneria del suono aggiuntiva
- Michelle Forbes – assistenza tecnica
- James Minchin III – fotografia
- Kim Biggs – direzione creativa
- Frank Maddocks – direzione artistica, grafica

## Classifiche

### Classifiche settimanali
| Classifica (2000-21) | Posizione massima |
| -------------------- | ----------------- |
| Australia            | 2                 |
| Austria              | 39                |
| Belgio (Fiandre)     | 27                |
| Belgio (Vallonia)    | 145               |
| Canada               | 8                 |
| Finlandia            | 13                |
| Francia              | 6                 |
| Germania             | 11                |
| Irlanda              | 21                |
| Italia               | 29                |
| Norvegia             | 19                |
| Nuova Zelanda        | 14                |
| Paesi Bassi          | 27                |
| Regno Unito          | 13                |
| Stati Uniti          | 3                 |
| Svezia               | 35                |
| Svizzera             | 68                |
| Ungheria             | 7                 |

### Classifiche di fine anno
| Classifica (2000) | Posizione |
| ----------------- | --------- |
| Stati Uniti       | 137       |